# Фридрих Хакер
Фридрих Хакер (на немски: Friedrich Hacker) е австрийски психиатър и психоаналитик.

## Биография
Роден е 19 януари 1914 г. във Виена. През 1938 г. бяга от нацистите първоначално в посока Швейцария, където учи медицина в Базелския университет. През 1940 г. заминава за САЩ, където работи в различни болници и основава Фондация Хакер. В по-късните години е професор по психиатрия в Университета на Канзас и професор по психиатрия и право в Университета на Южна Калифорния в Лос Анджелис.
Хакер заедно с Харалд-Леополд Льовентал и други основава през 1968 г. във Виена Общество „Зигмунд Фройд“, на което е президент до 1977 г. Днес в него има музей „Зигмунд Фройд“.
Хакер е експерт на съда при делото за убийството на актрисата Шарън Тейт, в което обвиняем е Чарлз Менсън. Сътрудничи на германските власти след терористичните убийства по време на Олимпиадата в Мюнхен през 1972 г. Той е поканен от семейство Хърст след отвличането на Патриша Хърст в Сан Франциско през 1974 г.